# 王宗贺
王宗贺（?—?），中國五代十国時代人物，前蜀高祖王建的义子。
事奉王建为义子，王建给他赐姓名王宗贺。官至指挥使。天复二年（902年）山南西道节度使王宗涤获罪而死，王建命他权知兴元府留后。数年后，率兵到金州攻打冯行袭，立有战功。永平元年（911年），他和王宗祐等人充任招讨使讨伐岐国，青泥岭之战，战败。王宗贺被加中书令，太子王元膺作乱，王宗贺有定乱之功，之后王宗贺去世。